# Herbert Lumsden

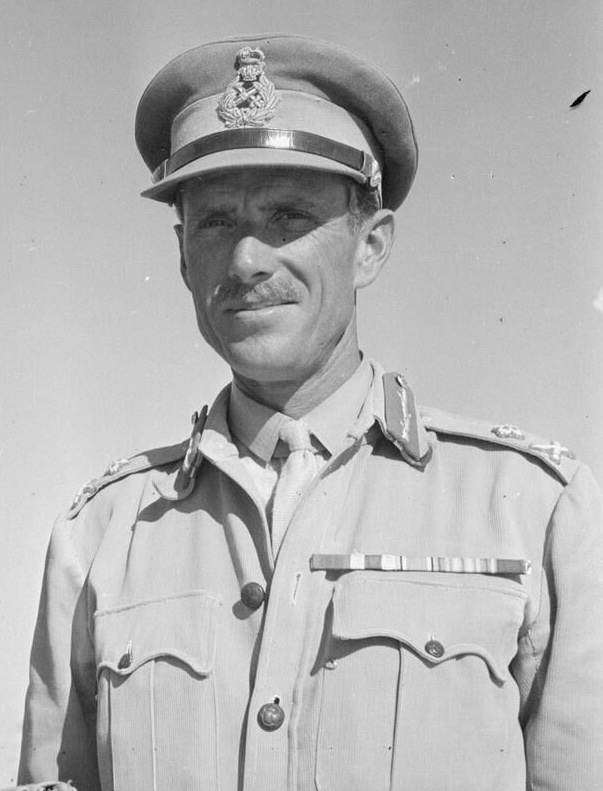
Lumsden im September 1942

Herbert Lumsden CB, DSO & Bar, MC (* 8. April 1897 in Clanfield, Oxfordshire; † 6. Januar 1945 im Golf von Lingayen) war ein britischer Offizier des Heeres, zuletzt Generalleutnant. Im Zweiten Weltkrieg Divisions- und Korpskommandeur in Nordafrika, wurde er 1943 in den Pazifik versetzt und fiel als höchstrangiger britischer Offizier des Krieges bei der Landung im Golf von Lingayen.

## Leben
Lumsden wurde als Sohn von John Lumsden geboren und an der Leys School in Cambridge und am Eton College erzogen. Vor seinem Eintritt am Royal Military College Sandhurst war er in der Territorial Army aktiv. Er wurde im November 1916 als Offizier in die Royal Horse Artillery aufgenommen und gewann im Ersten Weltkrieg als Artilleriebeobachter das Military Cross.
Nach dem Krieg wechselte er 1925 zu den 12th Royal Lancers (Prince of Wales’s). Als hervorragender Reiter nahm er in den 1920ern an mehreren Grand Nationals teil. Von 1929 bis 1930 besuchte er das Staff College Camberley. Anfang 1932 wurde er Generalstabsoffizier 3. Grades (GSO3) beim Aldershot Command, später Brigademajor in der dort stationierten 1st Cavalry Division. Nach einer kurzen Dienstzeit als GSO2 am Staff College übernahm er im Sommer 1938 als Kommandeur die 12th Royal Lancers, die damals im Prozess der Umrüstung von Pferden auf leichte Panzerwagen vom Typ Morris CS9 waren.

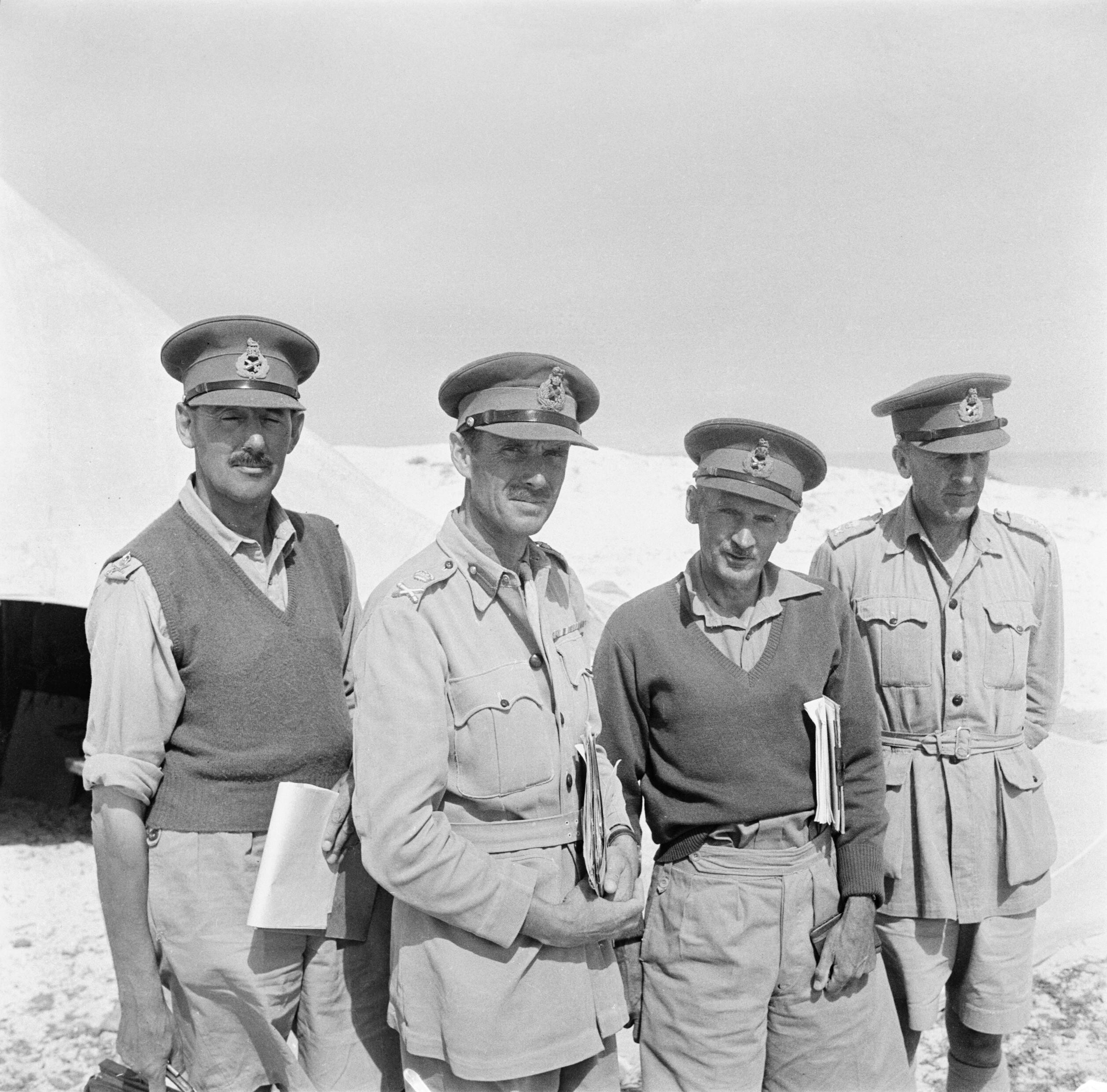
Lumsden (2. v.l.) mit den Generälen Leese, Montgomery und Horrocks in Nordafrika, 1942

Im Zweiten Weltkrieg machte Lumsden 1940 den Rückzug auf Dünkirchen mit und gewann hierfür seinen ersten DSO. Im Juni 1940 erhielt er in Großbritannien den Befehl über die 3rd Motor Machine Gun Brigade, aus der im Dezember die 28th Armoured Brigade hervorging. Im November 1941 wurde er zum Kommandeur der 1st Armoured Division ernannt und mit dieser nach Ägypten verlegt. Er wurde bei den Kämpfen des Afrikafeldzugs zweimal verwundet und fiel jeweils kurzzeitig als Kommandeur aus. Im August 1942, nach der Ersten Schlacht von El Alamein, erhielt er die Wiederholungsspange zu seinem DSO. Im selben Monat übernahm er das X Corps, das als gepanzerte Reserve der 8. Armee Bernard Montgomerys in der Zweiten Schlacht von El Alamein diente. Im Dezember 1942 ersetzte ihn Montgomery, der von seinen Leistungen nicht überzeugt war, durch Brian Horrocks.
Lumsden kehrte ins Mutterland zurück, wo er für ein halbes Jahr den Befehl über das VIII Corps innehatte. Ende 1943 wurde er von Premierminister Winston Churchill als Verbindungsoffizier ins Southwest Pacific Area entsandt, wo der Amerikaner Douglas MacArthur den Befehl führte. Am 6. Januar 1945 beobachtete er von Bord der New Mexico das Bombardement der Landestrände im Golf von Lingayen, als eine japanische Kamikaze-Maschine die Brücke des Schiffes traf. Unter den 30 Todesopfern war auch General Lumsden. Er wurde auf See bestattet.